# Хмельники (Красноярский край)
Хмельники — посёлок в городском округе город Дивногорск Красноярского края России.

## География
Поселок расположен на левом берегу Енисея, у входа в залив Шумиха водохранилища Красноярской ГЭС примерно в 5 километрах на юго-запад от города Дивногорск.

## Климат
Климат резко континентальный с большой годовой (38ºС) и суточной (12º-14ºС) амплитудой колебаний температуры воздуха. Температура воздуха. Средняя годовая температура воздуха положительная и составляет 0,5º - 0,6ºС. Самым холодным месяцем в году является январь – минус 17ºС, самым жарким является июль – плюс 18,4ºС. Абсолютный минимум минус 53ºС, абсолютный максимум плюс 36ºС. Переход температуры воздуха через 0º С осенью происходит в начале последней декады октября, весной в первой декаде апреля. Продолжительность безморозного периода 118 дней.

## Население
Постоянное население составляло 18 человек в 2010.

## Инфраструктура
Хмельниковское участковое лесничество. База отдыха «Маяк». Строящаяся база отдыха «Ванкорнефть».